# Distretto di Nord Est
Il distretto di Nord Est è  un distretto dell'Eritrea nella Regione centrale eritrea (Maekel).